# Gremiàtxinsk
Gremiàtxinsk (en rus: Гремячинск) és una ciutat de Rússia, es troba al territori de Perm. El 2023 tenia 8.100 habitants. Es troba a 112 km al nord-est de Perm i a 5 km a l'est de l'estació Bàskaia.

## Història
Gremiàtxinsk fou fundada el 1941 com una ciutat minera connectada a l'explotació de carbó. Rebé l'estatus d'assentament urbà el 1942 i el de ciutat el 1949.